# Calebasse Bosc
Pour les articles homonymes, voir Bosc.

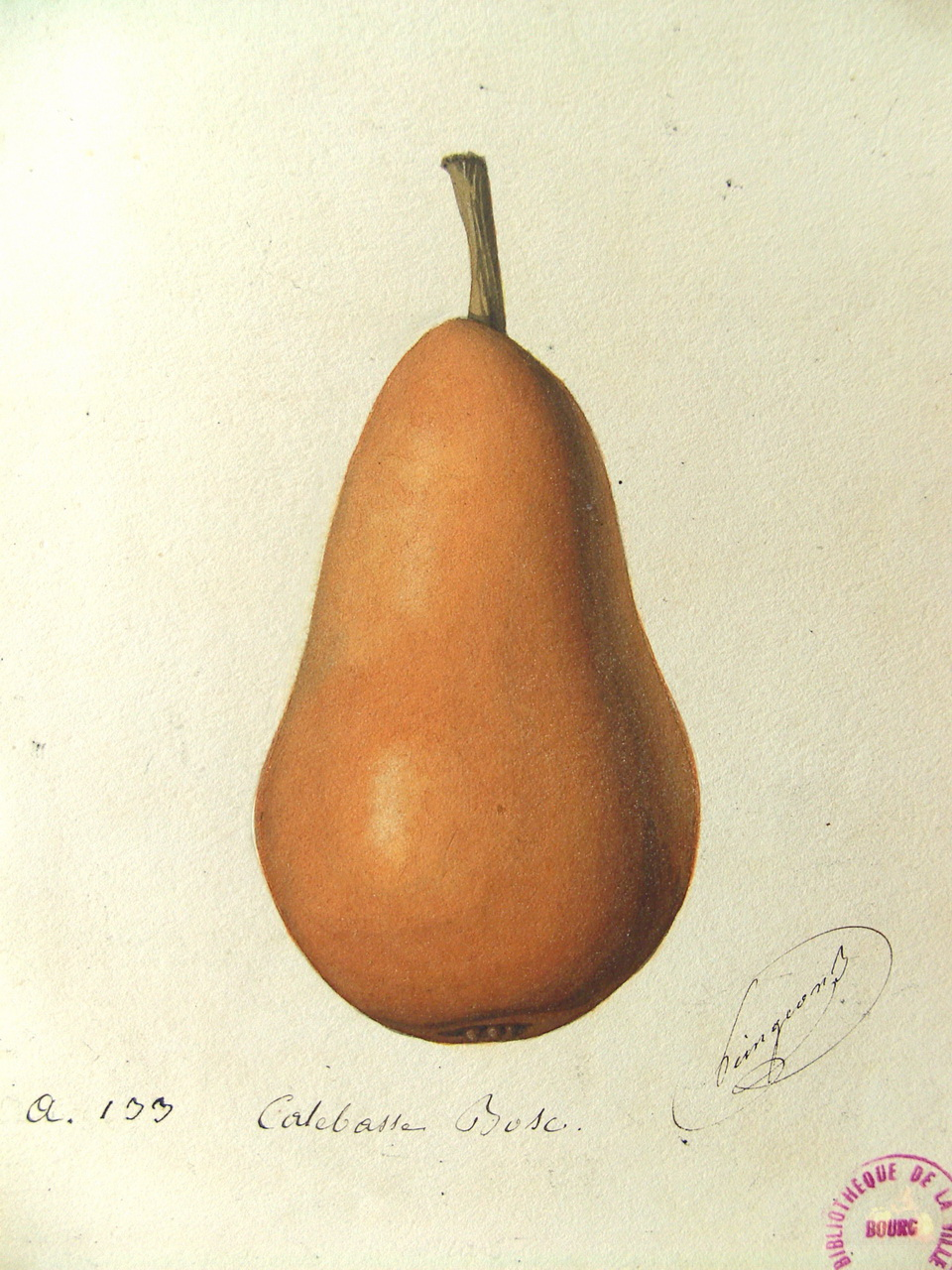
Calebasse Bosc, aquarelle d'Alphonse Mas, 1867.

La Calebasse Bosc est une variété de poire, rare et ancienne.

## Synonymes
- Poire Bosc[1].

## Origine
Cette poire est découverte en 1819 par Van Mons, dans le jardin de M. Swates à Linkebeek, près de Bruxelles. Il la trouve si fameuse qu'il lui donne le nom de Bosc, alors professeur de culture au muséum de Paris

## Arbre
Le bois est assez fort.
Les rameaux étalés à la partie inférieure de la tige, sont érigés à la partie supérieure, de grosseur moyenne, longs et très coudés, d'un brun gris passant habituellement au rougeâtre à la partie supérieure du rameau, abondamment ponctués, garnis de coussinets bien marqués.
Les yeux sont gros, coniques et pointus, extrêmement éloignés du bois, souvent même sortis en éperons et ayant quelques écailles entr'ouvertes.
Ovales ou elliptiques, les feuilles sont légèrement mais régulièrement dentées, avec un pétiole court et assez gros.
L'arbre réussit mieux greffé sur franc que sur cognassier, même si les pyramides sont encore faibles.
Feuilles petites et rarement nombreuses, ovales, allongées, régulièrement dentées en scie, planes ou caniculées, portées par un pétiole long et faible.
Arbre très fertile qui préfère nettement la greffe sur franc, le cognassier restant chétif. Se développe en pyramide dès la deuxième année.

## Productivité
Cet arbre se révèle d'une très grande fertilité.

## Fruit
Fruit très volumineux (jusqu'à 500 g.), de cylindrique allongé à conique allongé. 
Pédoncule court ou de moyenne longueur, bien nourri, parfois charnu à la base, légèrement arqué ou très recourbé, presque toujours implanté au milieu d'une faible dépression.
Œil petit, généralement fermé ou mi-clos, placé sur le côté du fruit, saillant ou peu enfoncé.
Peau jaune-grisâtre doré, montrant quelques taches jaune clair, couverte de quelques petits points gris blancs.
Chair jaunâtre, mi-fine, cassante.